# 대한민국의 철도 회사 목록
이 목록은 대한민국의 철도 기업 목록이다.

## 공기업
- 광주교통공사 - 광주 도시철도
- 대구교통공사 - 대구 도시철도
- 대전교통공사 - 대전 도시철도
- 부산교통공사 - 부산 도시철도 1호선, 2호선, 3호선, 4호선
- 서울교통공사 - 수도권 전철 1호선, 2호선, 3호선, 4호선, 5호선, 6호선, 7호선, 8호선
- 인천교통공사 - 인천 도시철도
- 공항철도 - 인천국제공항철도
- 한국철도공사 - 대부분의 여객 및 화물철도, 수도권 전철 1호선, 3호선, 4호선, 경의·중앙선, 경춘선, 수인·분당선, 경강선, 부산 도시철도 동해선

## 민간기업
- 부산-김해경전철 - 부산-김해 경전철
- 서울시메트로9호선 - 9호선
- 신분당선주식회사 - 신분당선
- 용인경량전철주식회사 - 용인경전철
- 의정부경량전철 - 의정부 경전철
- 서해철도/서부광역철도 - 서해선